# Campeonato Femenino Sub-17 de la OFC 2010
El Campeonato Femenino Sub-17 de la OFC 2010 fue la primera edición de dicho torneo que tuvo lugar entre el 12 de abril y el 16 de abril de 2010 en Nueva Zelanda. La ganadora fue  Nueva Zelanda, representante de la OFC en la Copa Mundial Femenina Sub-17 de la FIFA 2010 en Trinidad y Tobago.

## Equipos participantes
- Nueva Zelanda (anfitrión)
- Papúa Nueva Guinea
- Islas Salomón
- Tonga

## Partidos
| Equipo             | PJ | PG | PE | PP | GF | GC | GD  | Pts |
| ------------------ | -- | -- | -- | -- | -- | -- | --- | --- |
| Nueva Zelanda      | 3  | 3  | 0  | 0  | 37 | 0  | +37 | 9   |
| Islas Salomón      | 3  | 2  | 0  | 1  | 6  | 10 | -4  | 6   |
| Papúa Nueva Guinea | 3  | 1  | 0  | 2  | 4  | 10 | -6  | 3   |
| Tonga              | 3  | 0  | 0  | 3  | 0  | 27 | -27 | 0   |

| 12 de abril de 2010           | Papúa Nueva Guinea                        | 4-0 | Tonga | Estadio North Harbour, Auckland, |  |
| 12:00 (hora de Nueva Zelanda) | Kaikas 27', 36' · Steven 44' · Robert 64' |     |       |                                  |  |

| 12 de abril de 2010           | Nueva Zelanda                                                                                              | 10-0 | Islas Salomón | Estadio North Harbour, Auckland, |  |
| 15:00 (hora de Nueva Zelanda) | Loye 13' · Bowen 30' · Wong 45', 50' · Chance 46', 56' · Boyce 70' · Patterson 77' · Dudley-Smith 78', 87' |      |               |                                  |  |

| 14 de abril de 2010           | Tonga | 0-5 | Islas Salomón                                             | Estadio North Harbour, Auckland, |  |
| 12:00 (hora de Nueva Zelanda) |       |     | Joe 11' · Hasi 13' · Malau 30' · Oneasi 47' · Vakatao 69' |                                  |  |

| 14 de abril de 2010           | Nueva Zelanda | 9-0 | Papúa Nueva Guinea | Estadio North Harbour, Auckland, |  |
| 15:00 (hora de Nueva Zelanda) | Patterson 3', 9', 57' · Loye 8' · Skilton 12' · Millynn 40' · Laka 44' (autogol) · Kaikas 27', 36' · Dudley-Smith 69', 87' |     |                    |                                  |  |

| 16 de abril de 2010           | Islas Salomón | 1-0 | Papúa Nueva Guinea | Estadio North Harbour, Auckland, |  |
| 12:00 (hora de Nueva Zelanda) | Timo 90+2'    |     |                    |                                  |  |

| 16 de abril de 2010           | Tonga | 0-18 | Nueva Zelanda | Estadio North Harbour, Auckland, |  |
| 15:00 (hora de Nueva Zelanda) |       |      | Dudley-Smith 7', 9', 41' · Ward 11', 19', 51' · Wong 13', 35', 49', 58', 65', 90+1' · Loye 23', 67' · Carlton 28' · Parkinson 70' (pen.) · Carlsen 72' (pen.) · Skilton 90+4' |                                  |  |

## Goleadoras
| Pos | Equipo             | Jugadora              | Gol(es) |   | Pos                | Equipo            | Jugadora | Gol(es) |
| 1   | Nueva Zelanda      | Hannah Wong           | 8       | 9 | Nueva Zelanda      | Kate Carlton      | 1        |         |
| 2   | Nueva Zelanda      | Brittany Dudley-Smith | 7       | 9 | Nueva Zelanda      | Evie Millynn      | 1        |         |
| 3   | Nueva Zelanda      | Kate Love             | 4       | 9 | Nueva Zelanda      | Grace Parkinson   | 1        |         |
| 3   | Nueva Zelanda      | Holly Patterson       | 4       | 9 | Papúa Nueva Guinea | Grace Steven      | 1        |         |
| 5   | Nueva Zelanda      | Ashleigh Ward         | 3       | 9 | Papúa Nueva Guinea | Bianka Robert     | 1        |         |
| 6   | Nueva Zelanda      | Olivia Chance         | 2       | 9 | Islas Salomón      | Corina Hasi       | 1        |         |
| 6   | Nueva Zelanda      | Stephanie Skilton     | 2       | 9 | Islas Salomón      | Elizabeth Malau   | 1        |         |
| 6   | Papúa Nueva Guinea | Georgina Kaikas       | 2       | 9 | Islas Salomón      | Mirriam Oneasi    | 1        |         |
| 9   | Nueva Zelanda      | Katie Bowen           | 1       | 9 | Islas Salomón      | Merina Philip Joe | 1        |         |
| 9   | Nueva Zelanda      | Sivitha Boyce         | 1       | 9 | Islas Salomón      | Joy Timo          | 1        |         |
| 9   | Nueva Zelanda      | Hannah Carlsen        | 1       | 9 | Islas Salomón      | Ella Vakatao      | 1        |         |